# Hylesia continua
Hylesia continua är en fjärilsart som beskrevs av Walker 1865. Hylesia continua ingår i släktet Hylesia och familjen påfågelsspinnare. Inga underarter finns listade i Catalogue of Life.